# Jo Schlesser

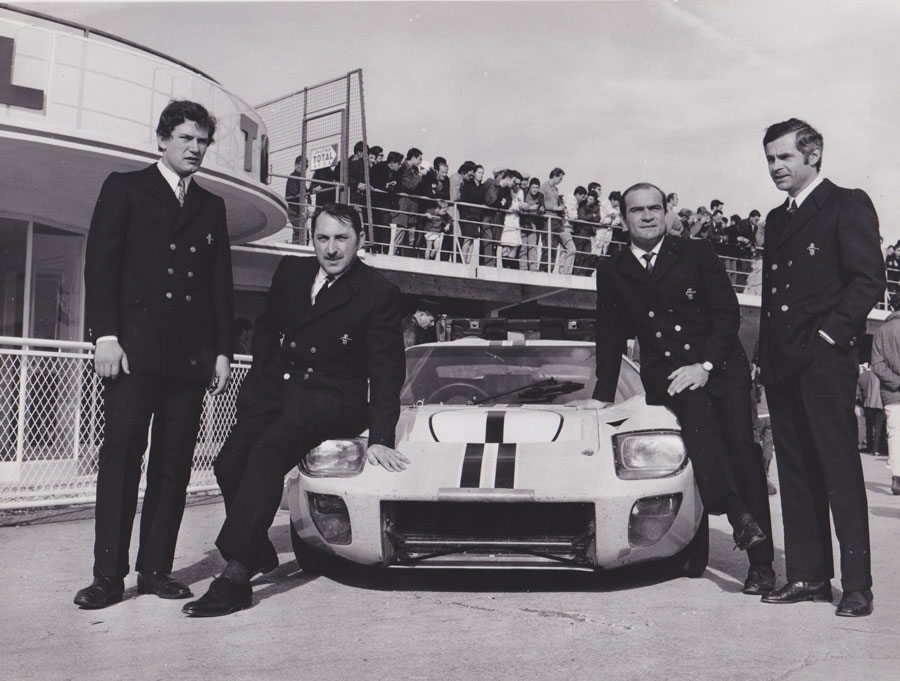
Fr v: J-M Giorgi, Jo Schlesser, Guy Ligier och Henri Chemin.

Joseph "Jo" Schlesser, född 18 maj 1928 i Liouville i Moselle, död 7 juli 1968 i Rouen, var en fransk racerförare. Farbror till racerföraren Jean-Louis Schlesser.

## Racingkarriär
Schlesser, som växte upp på Madagaskar, flyttade till Nancy i Frankrike där han började studera och fick sedan anställning som kontorist på en fabrik som tillverkade räknemaskiner. Han började tävla i sportvagnsracing och vann Rallye de Lorraine tillsammans med Louis Bathelier i en Panhard 1952. 
Schlesser skadades allvarligt under träning inför ett Le Mans 24-timmarslopp 1961 men han vägrade att ge upp racingen. Han kom tillbaka och körde i Formel Junior och vann det franska mästerskapet i klassen 1962 och 1963. Året efter åkte han till USA och tävlade i stockcar. 
Mellan 1961 och 1967 körde Schlesser tolv grand prix-lopp utanför mästerskapet. Schlesser deltog även i formel 1-loppen Tyskland 1966 och Tyskland 1967 för Matra men i formel 2-bilar. 
Sin egentliga formel 1-debut gjorde han i Frankrike 1968 där han körde en Honda RA302. Bilen, som var byggd av magnesium för att hålla nere vikten, hade testats av John Surtees. Han ansåg inte att bilen var raceklar men Honda ville inte vänta utan lät istället Schlesser köra bilen. Denne förlorade kontrollen över bilen i de snabba nedförsbackarna på Rouen-les-Essarts och kraschade mot en jordbank. Bilen slog runt och började brinna varvid Schlesser omkom.

## F1-karriär
| Säsong | Stall/Tillverkare | Poäng | Placering |
| ------ | ----------------- | ----- | --------- |
| 1968   | Honda             | 0     | –         |